# Liga Sudamericana de Clubes de Futbol
La Liga Sudamericana de Clubes de fútbol fue un intento fallido de asociación creada inicialmente por 15 de los clubes más importantes de Sudamérica, para tener una mejor representación a la hora de negociar con Conmebol en lo que respecta a aspectos económicos, especialmente en cuanto al pago por derechos televisivos por Copa Libertadores, a la forma de pagos y a los tiempos de estos pagos.
Contaba con la participación de los equipos más importantes de los países de Latinoamérica, con la posibilidad abierta para que se integraran nuevos clubes además de los firmantes del acta constitutiva.
El 31 de marzo de 2016, se reunieron por tercera vez, en esta ocasión en la ciudad de São Paulo, donde se firmó una carta constitutiva donde declaran entre otras cosas los principios bajo los cuales la entidad deberá regirse en el contexto de los escándalos de corrupción que han afectado a las instituciones rectoras del fútbol en los últimos años, en particular, al fútbol sudamericano: moralidad, publicidad, transparencia y eficiencia administrativa.
El 19 de julio de 2016, se realizaron las elecciones para definir al nuevo presidente de la liga, saliendo así Daniel Angelici (presidente de Boca Juniors) electo como presidente, con un solo voto en contra (por parte de River Plate). Luego no tuvo continuidad esta asociación.

## Clubes participantes:[6][7][8]
Argentina (8 clubes)
- Boca Juniors
- Estudiantes
- Newell's Old Boys
- Independiente*
- Racing Club
- River Plate
- Rosario Central
- San Lorenzo*

Bolivia (2 clubes)
- Bolívar
- The Strongest

Brasil (9 clubes)
- SC Corinthians
- Cruzeiro EC
- CR Flamengo
- Fluminense
- Grêmio FBPA
- SC Internacional
- SE Palmeiras
- Santos FC
- São Paulo FC

Chile (3 clubes)
- Colo-Colo
- Universidad Católica
- Universidad de Chile

Colombia (4 clubes)
- América de Cali*
- Atlético Nacional
- Deportivo Cali
- Millonarios F.C.

Ecuador (2 clubes)
- Barcelona*
- Emelec
- Liga Deportiva Universitaria de Quito

Paraguay (4 clubes)
- Cerro Porteño*
- Guaraní
- Libertad*
- Olimpia

Perú (3 clubes)
- Club Universitario de Deportes
- Sporting Cristal
- Foot Ball Club Melgar

Uruguay (2 clubes)
- Nacional
- Peñarol

Venezuela (1 club)
- Caracas FC

*No presentes ni firmantes de la carta constitutiva en São Paulo (31 firmantes).

## Comité ejecutivo[10]
Tal como aparecían en el año 2016. Luego no tuvo continuidad.
- Daniel Angelici - Presidente (Club Atlético Boca Juniors)
- Romildo Balzán Jr. - Vicepresidente Primero (Grêmio Foot-Ball Porto Alegrense)
- Juan Pedro Damiani - (Club Atlético Peñarol)
- Álvaro Martínez Botero - Vicepresidente Segundo (Asociación Deportivo Cali)
- Freddy Téllez Claros - Vicepresidente Tercero (Club The Strongest)
- Mario Conca - Tesorero (Universidad de Chile)
- Marco Trovato Protesorero (Club Olimpia)
- Jorge Barrera - Secretario General